# Shahba District
Shahba District (arabiska: منطقة شهبا) är ett distrikt i Syrien.   Det ligger i provinsen as-Suwayda', i den sydvästra delen av landet, 70 kilometer sydost om huvudstaden Damaskus.
Omgivningarna runt Shahba District är i huvudsak ett öppet busklandskap. Runt Shahba District är det glesbefolkat, med 10 invånare per kvadratkilometer.